# Ateneu de Tàrrega
L'Ateneu de Tàrrega és una entitat de Tàrrega (Urgell) situada en un edifici protegit com a bé cultural d'interès local.

## Edifici
L'Ateneu de Tàrrega està constituït per dos edificis amb funcionalitats diferents: per una banda, l'edifici del teatre, que és de planta rectangular fet de maçoneria amb majestuoses arcades a la façana i altres elements d'obra vista (construït l'any 1922), i per l'altra un edifici destinat a cafeteria-bar, totalment reformat l'any 1966. Aquest espai és de planta molt allargassada i estreta, la cara exterior de la qual adopta unes formes geomètriques molt irregulars. En concret és la combinació d'entrades i sortides de forma triangular on les arestes són molt pronunciades i tallants. En cada angle s'hi obre una finestra de grans dimensions el conjunt de les quals dona molta lluminositat a l'interior. És un edifici elevat respecte al sòl o la via pública, ja que s'hi accedeix per unes quantes escales, que donen alçada a l'edifici. Cal destacar un altre element d'aquesta cafeteria: la coberta. Aquesta és volàtil i sobresurt del tot del conjunt. Recorre tot el voltant exterior de l'edifici, i hi dona una estètica futurista i molt airosa. Aquesta coberta, de molt gruix, és feta de formigó pintat de blanc.

## Entitat
La Societat Ateneu ocupà des dels seus inicis, l'any 1919, les antigues instal·lacions del Patronat de Sant Jordi, que amb el temps s'anaren modificant. Després de tirar a terra el petit teatre de l'antic patronal, l'any 1923 s'obrí al públic l'actual sala d'espectacles, que acabà de ser ampliada l'any 1924. L'any 1928 es construiria la nau dreta, que acolliria el cafè i les dependències de la societat. L'any 1950 es construí el vestíbul del teatre amb la façana que va poder veure's fins a principis dels anys 90. L'any 1964 es tirà a terra la primitiva casa de l'Ateneu i en el seu lloc s'edificà l'actual cafeteria, inaugurada l'any 1967.
Va ser guardonat amb la Creu de Sant Jordi l'any 2019 "en el centenari d'una de les entitats culturals més antigues i de referència de la capital de l'Urgell. Per la seva rellevant trajectòria com a motor de la cultura popular, que s'ha mantingut fidel a la voluntat de dinamitzar la ciutat i la comarca, així com el seu teixit associatiu i cívic. En reconeixement de la seva tasca de divulgació de la història i tradició i del caràcter referencial d'un col·lectiu que treballa per la cultura i per la ciutadania".